# Tomás Berkeley

Blasón de Berkeley: Gules, un chevron entre 10 cruces patadas 6 en jefe y 4 en la base de plata

Tomás Berkeley (h. 1293 o 1296 – 27 de octubre de 1361), en inglés Thomas de Berkeley, también llamado Tomás el Rico, fue un barón inglés y custodio del castillo de Berkeley. Era hijo de Maurice de Berkeley, segundo barón Berkeley y Eve de la Zouche.
Fue hecho prisionero en Shrewsbury y liberado en 1326. Se le conoce sobre todo por haber sido uno de los guardianes del depuesto rey Eduardo II. Tras la muerte de este, fue nombrado mariscal de la Armada en 1340, tomando parte en la batalla de Crécy.

## Eduardo II
En 1327 lo nombraron guardián conjunto del rey depuesto, Eduardo II de Inglaterra, a quien recibió en el castillo de Berkeley, pero habiéndosele ordenado entregarlo al gobierno a sus compañeros guardianes, Juan Maltravers, I barón Maltravers y Sir Thomas Gournay, lo abandonó para ir a Bradley con gran alegría percibiendo que se pretendía hacer violencia. Como cómplice en el asesinato del rey depuesto, fue juzgado por un jurado de 12 caballeros en el cuarto año del rey Eduardo III de Inglaterra, pero fue absuelto con honor.

## Matrimonio
Su primer matrimonio fue con Margarita, hija de Roger Mortimer y Juana de Geneville. Tuvieron cinco hijos:
- Maurice de Berkeley, IV barón Berkeley (n. 1320, fecha de fallecimiento desconocida), quien sucedió a su padre como barón Berkeley.
- Thomas de Berkeley (n. h. 1325, fecha de fallecimiento desconocida)
- Roger de Berkeley (n. 1326, fecha de fallecimiento desconocida)
- Alphonsus de Berkeley (n. 1327, fecha de fallecimiento desconocida)
- Joan de Berkeley (n. 1330, fecha de fallecimiento desconocida), casada con Reginald de Cobham, I barón Cobham.

Después, se casó con Catherine Clivedon (21 de enero de 1351 [sic] – 1428) el 30 de mayo de 1347 y tuvieron cuatro hijos:
- Thomas de Berkeley (n. 7 de junio de 1348, fecha de fallecimiento desconocida)
- Maurice de Berkeley, llamado The Valiant (27 de mayo de 1349 – 3 de junio de 1368)
- Edmund de Berkeley (n. 10 de julio de 1350, fecha de fallecimiento desconocida)
- John de Berkeley (21 de enero de 1351 – 1428), también conocido como Sir John Berkeley de Beverstone, esto es, castillo de Beverstone, una residencia secundaria de su padre.

Falleció el 27 de octubre de 1361 en Gloucestershire, Inglaterra. Su hijo del primer matrimonio, Maurice, lo sucedió como IV barón Berkeley.